# Hl. Vasilije Ostroški (Šabac)

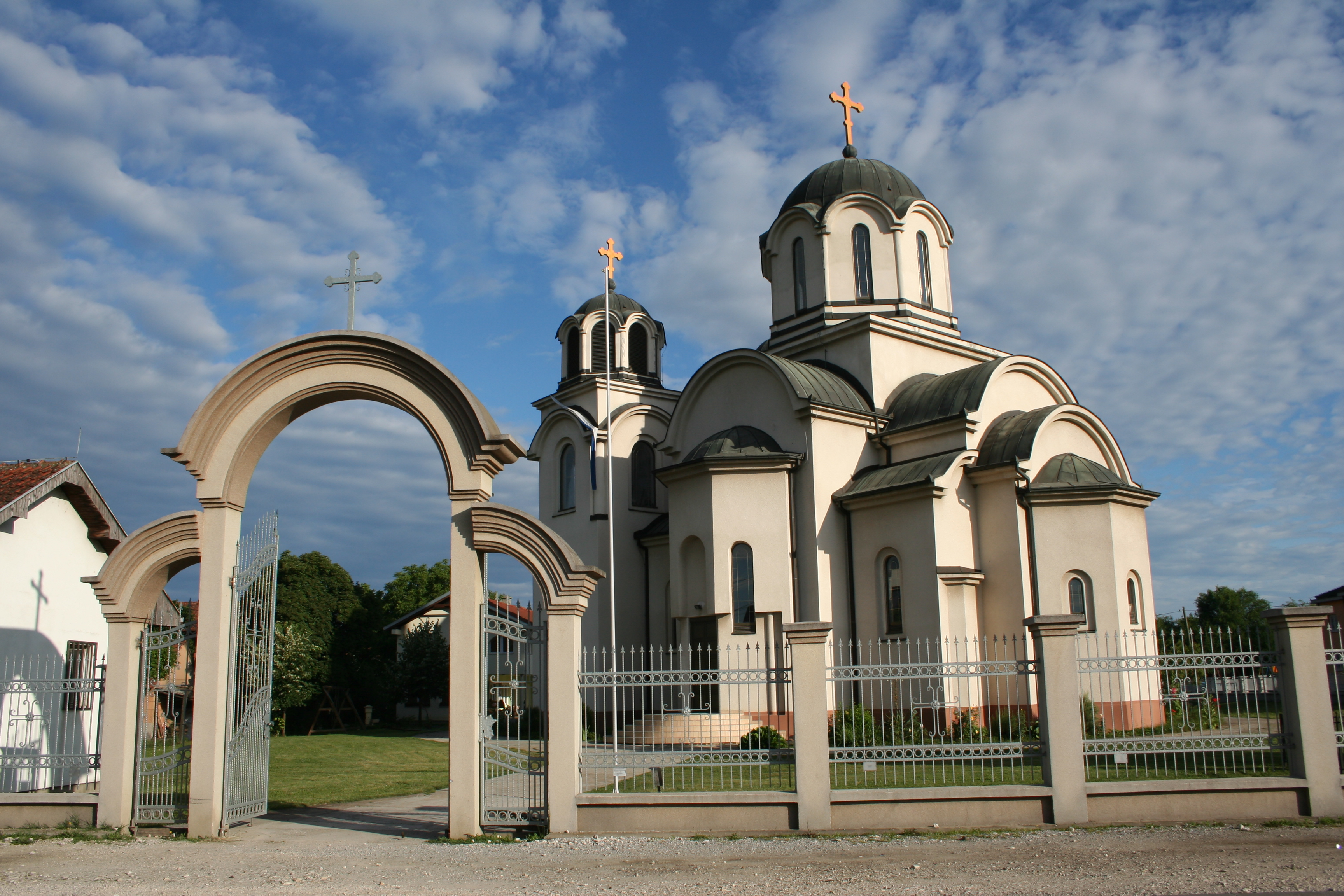
Die Kirche Hl. Vasilije Ostroški der Wundertäter in Šabac mit Eingangsportal

Die Kirche Hl. Vasilije Ostroški (serbisch: Црква Светог Василија Острошког Чудотворца/Crkva Svetog Vasilija Ostroškog Čudotvorca) ist eine serbisch-orthodoxe Pfarreikirche in der Stadt Šabac im nordwestlichen Serbien.
Die von 2001 bis 2002 erbaute Kirche ist die Pfarreikirche der Pfarrei Kasarske Livade im Dekanat Šabac der Eparchie Šabac der serbisch-orthodoxen Kirche. Die Kirche ist dem Heiligen Vasilije Ostroški dem Wundertäter geweiht.

## Lage

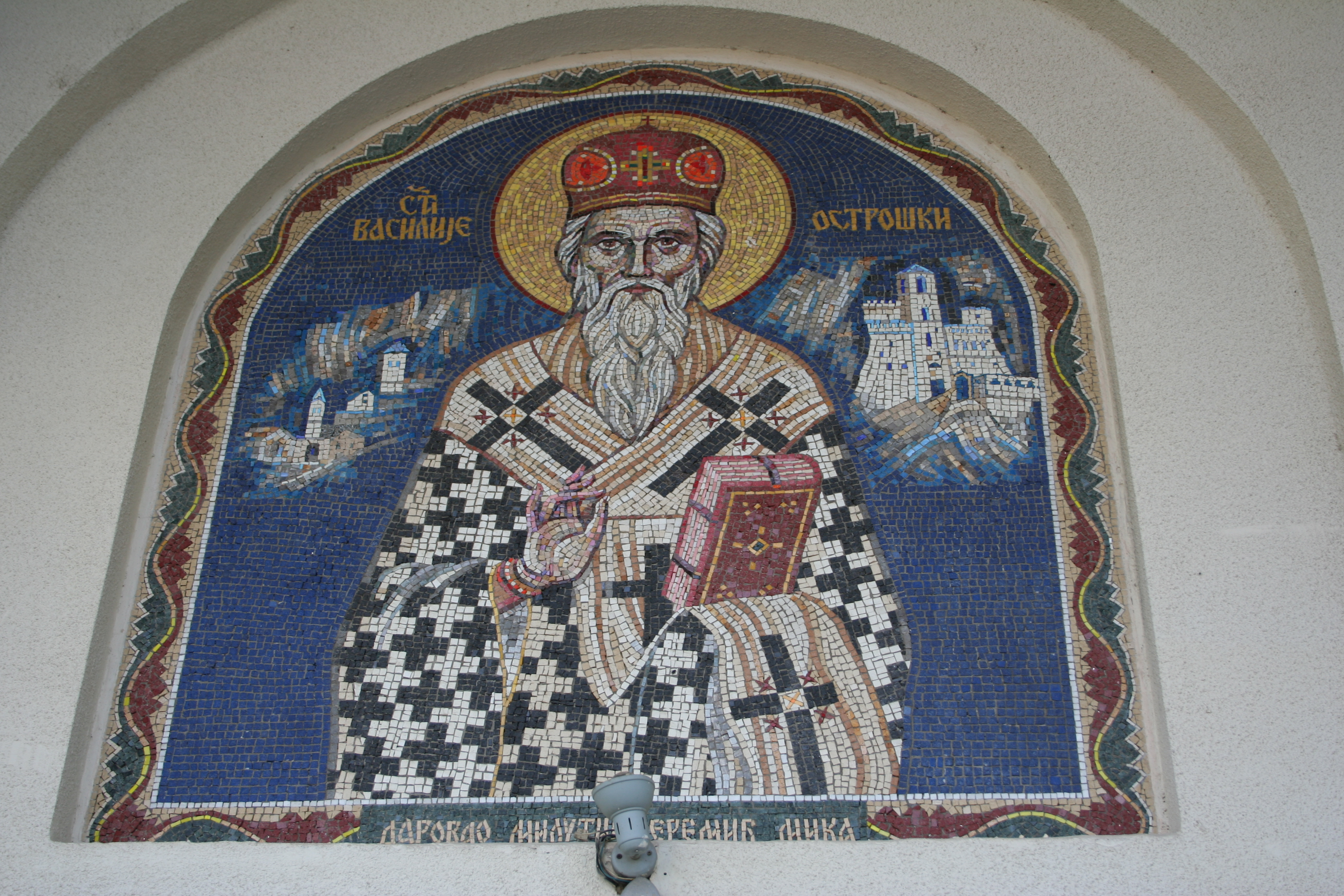
Mosaik des Hl. Vasilije Ostroški

Die Kirche steht im Zentrum der zur Stadt Šabac gehörenden westlichen Vorstadtsiedlung Kasarske Livade in der Straße „Ulica Kralja Stefana Prvovenčanog“. Die Pfarrei Kasarskre Livade besteht aus einem Teil der Stadt Šabac und einem Teil der Vorstadtsiedlung Majur.
Die am Fluss Save liegende Stadt Šabac liegt in der Region Mačva im nordwestlichen Zentralserbien, an der Grenze zur serbischen autonomen Provinz Vojvodina.

## Geschichte und Architektur

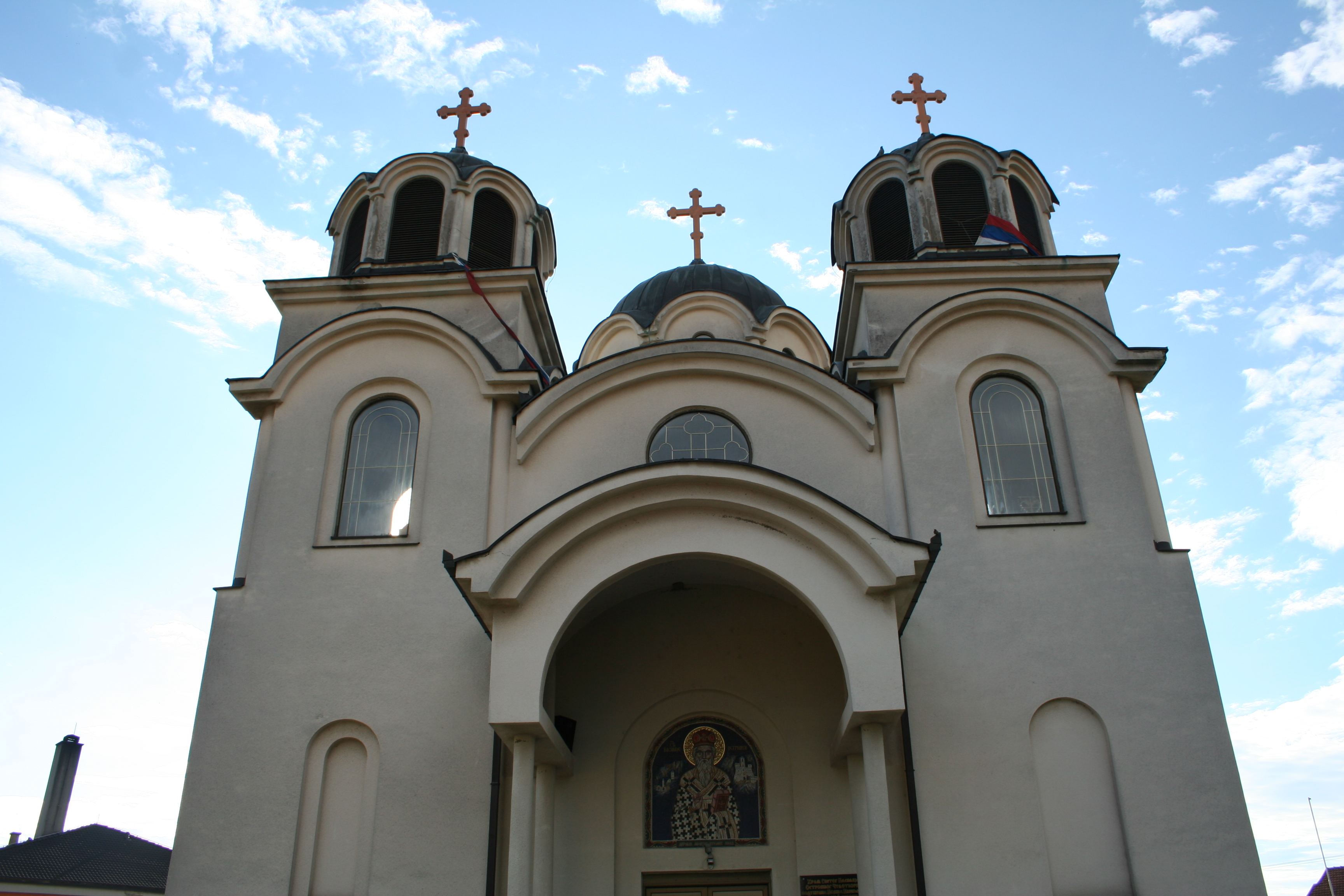
Die Kirche von Westen gesehen, mit den drei Kuppeln als Symbol der Hl. Dreifaltigkeit und dem Eingang

Die Kirche Hl. Vasilije Ostroški wurde mit dem Segen des Bischofs Lavrentije (Trifunović), im Neoserbisch-byzantinischen Stil von 2001 bis 2002 erbaut. Der Grundriss der Kirche ist ein Griechisches Kreuz, mit einer Altar-Apsis im Osten und zwei Kirchtürmen im Westen. Ktitor der Kirche ist der im amerikanischen Detroit lebende Vojin Višnjevac Višnjić.

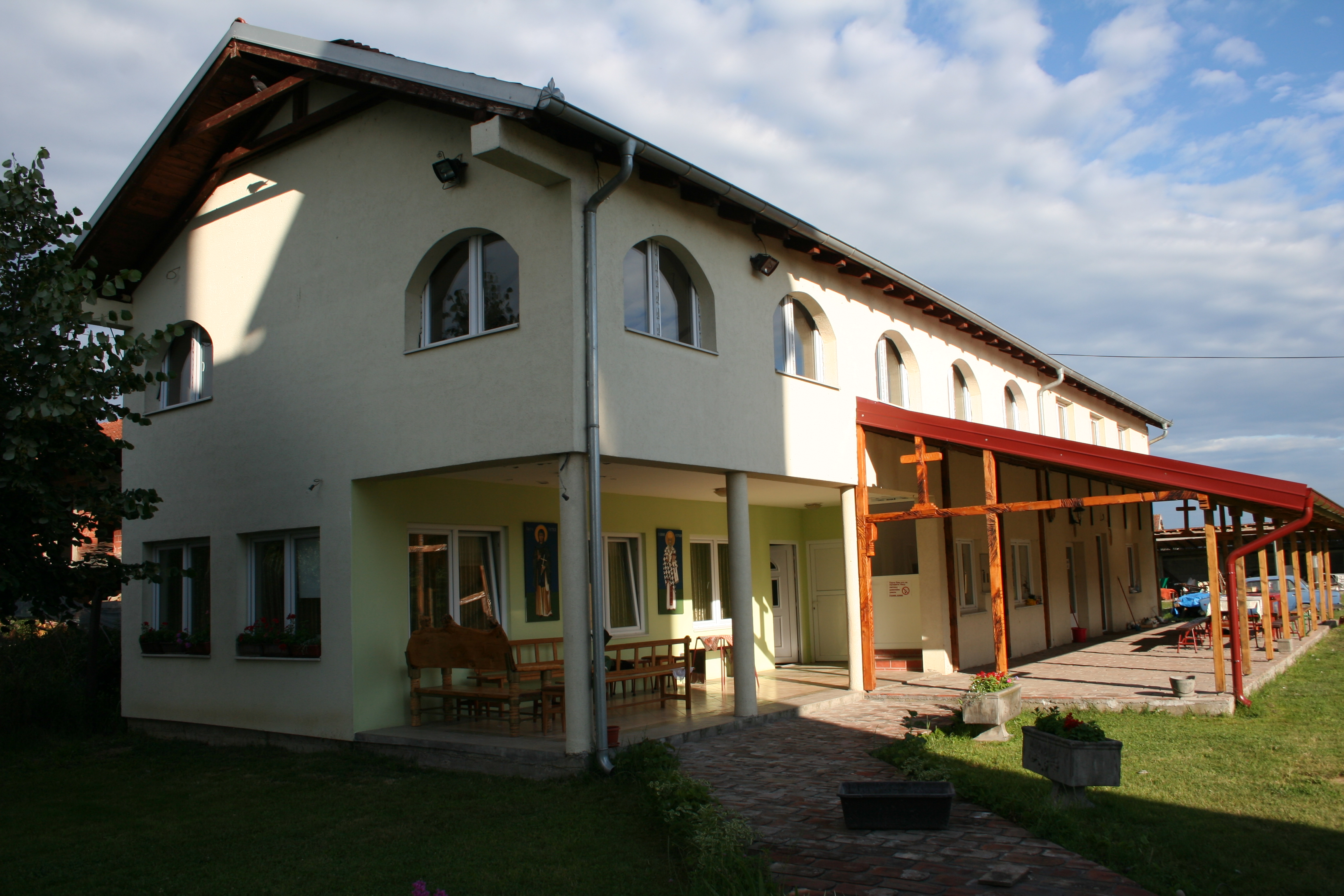
Das Pfarreihaus der Kirche

Über der Mitte des Kirchenschiffes erhebt sich eine Kuppel, die zwei Kirchtürme besitzen jeweils auch eine Kuppel. Die drei Kuppeln stehen für die Heilige Dreifaltigkeit.
Im Inneren ist die Kirche mit byzantinischen Fresken bemalt. Die Kirche besitzt für orthodoxe Kirchbauten typisch eine Ikonostase aus Holz, mitsamt Ikonen. Die Kirche besitzt einen umzäunten großen Kirchhof.

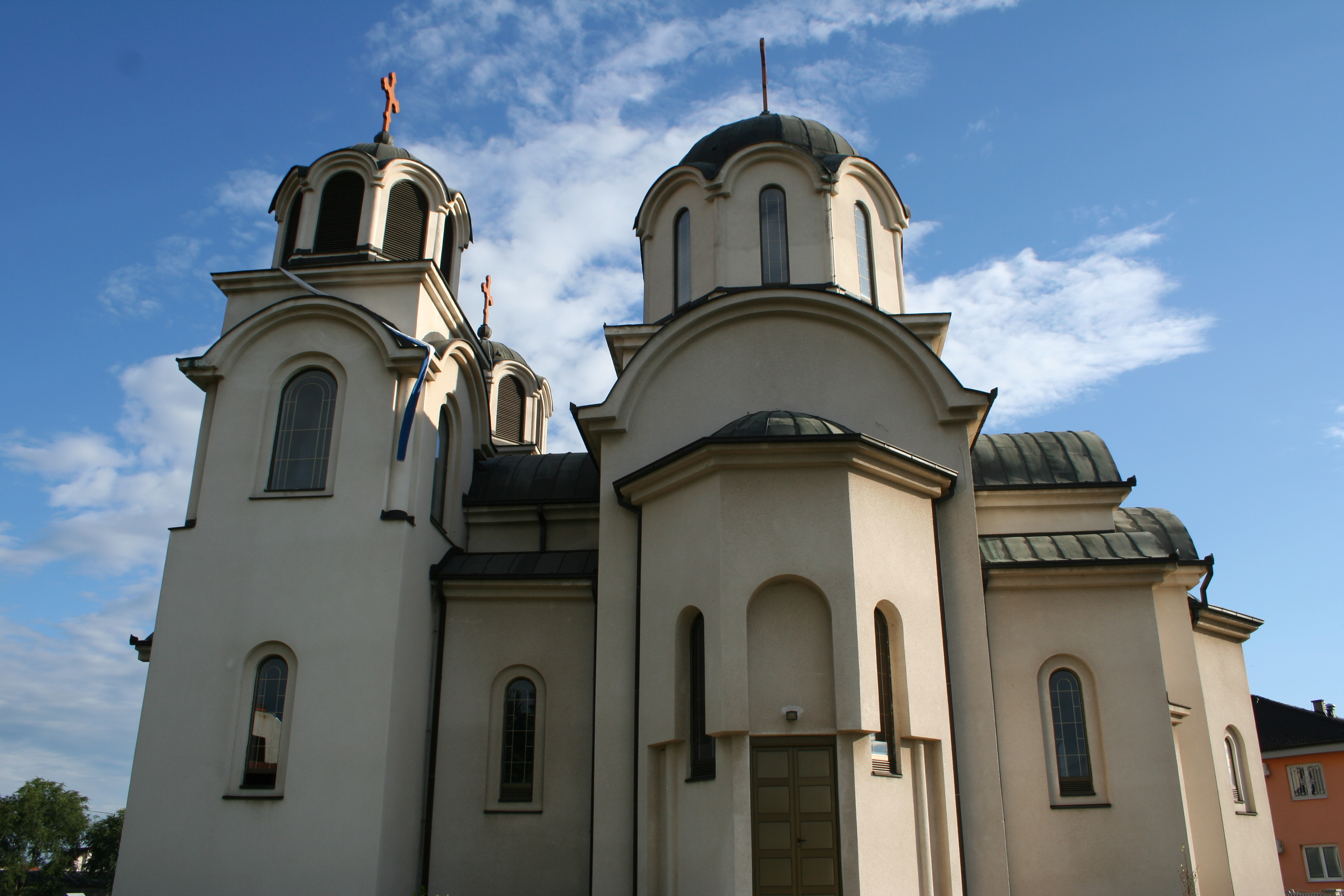
Die Kirche von Süden gesehen

Neben der Kirche steht das Pfarreihaus und geplant ist eine Miniaturplastik des Serbisch-orthodoxen Klosters Ostrog in Montenegro aufzustellen. Der Hl. Vasilije Ostroški hatte das Kloster im 17. Jahrhundert selbst gegründet. Das Kloster Ostrog ist ein sehr berühmter Pilgerort nicht nur für orthodoxe Gläubige auf dem Balkan.
Priester der Kirche und der Pfarrei sind Ivan Jančić, Branko Simić, Milivoj Pajić, Mladen Šobot und Velimir Dimitrić.

## Haus des guten Willens
Auf die Initiative des Bischofs der Eparchie Šabac, Lavrentije (Trifunović), und der Elternvereinigung Eltern mit autistischen Kindern wurde 2008 in der Nähe der Kirche eine stationäre Einrichtung für Menschen mit geistiger Behinderung gebaut. Die Einrichtung heißt Kuća dobre volje (zu deutsch: Haus des guten Willens), in der um die 70 Personen Platz finden. Sie gehört zu den modernsten Einrichtungen dieser Art in Serbien.